# 마쓰노 리나
마쓰노 리나(일본어: 松野 莉奈, 1998년 7월 16일 ~ 2017년 2월 8일)는 일본의 여성 가수이자, 배우 그리고 모델이다.